# Domingo González
Domingo González Esquilín (29 gennaio 1990) è un pallavolista portoricano.
Gioca nel ruolo di schiacciatore e opposto nei Patriotas de San Juan.

## Carriera
La carriera professionistica di Domingo González inizia nella stagione 2012-13, quando entra a far parte dei Leones de Ponce, esordendo nella Liga de Voleibol Superior Masculino. Nella stagione seguente, quando la sua franchigia cede il proprio titolo alla città di Lares, approda ai Patriotas de Lares, dove gioca per tre annate e riceve anche il premio di rising star del torneo 2013-14; dopo una nuova cessione del titolo sportivo, nel campionato 2016-17 passa ai neonati Patriotas de San Juan.

## Palmarès

### Premi individuali
- 2014 - Liga de Voleibol Superior Masculino: Miglior esordiente